# Intel Core
Intel Core ist eine im Januar 2006 eingeführte 32-Bit-Prozessorfamilie des Herstellers Intel, die für den Betrieb in Notebooks entwickelt wurde (Notebookprozessor). Die Prozessorfamilie wird in der Centrino- bzw. Centrino-Duo-Plattform eingesetzt. Abgelöst wurde sie vom Intel Core 2.
Mit der Vorstellung dieser Prozessorfamilie löste sich Intel von seinem Markennamen „Pentium“, der bisher für alle höherwertigen Prozessoren im Haus Intel genutzt wurde und führte als weiteren Markennamen „Core“ ein. Dabei werden die Modelle mit einem CPU-Kern als Core Solo betitelt, die Varianten mit zwei CPU-Kernen (Dual-Core-Prozessor) als Core Duo.
Alle Prozessoren basieren jedoch auf demselben Die mit Codenamen „Yonah“, welcher Intels ersten nativen Doppelkernprozessor darstellt.

## Architektur
Wie bereits die Pentium-M-Prozessoren nutzen die Intel-Core-Prozessoren eine stark abgeänderte Variante der Intel-P6-Architektur (und nicht die NetBurst-Mikroarchitektur des Pentium 4). Im Gegensatz zum Desktoppendant Intel Pentium D sind beim Intel Core bereits beide Kerne auf einem Die vereint. Die Architektur zeichnet sich durch vergleichsweise niedrige Wärmeentwicklung und geringen Stromverbrauch bei hoher Rechenleistung aus, bietet allerdings keine 64-Bit-Erweiterung.
Gegenüber dem Vorgänger wurde die Intel Virtualization Technology sowie die Befehlserweiterung SSE3 hinzugefügt, des Weiteren existiert vom Intel Core auch eine Variante mit zwei Prozessorkernen. Den L2-Cache müssen sich dabei beide Kerne teilen (Shared Cache). Speedstep arbeitet bei der Dual-Core-Variante für beide Kerne getrennt, wodurch die Leistungsaufnahme auf einem sehr niedrigen Niveau gehalten werden kann. Im „Enhanced-Deeper-Sleep“-Modus kann der Prozessor den Inhalt des L2-Caches in den Hauptspeicher schreiben und den L2-Cache somit komplett abschalten. Da auch eine neuere Fertigungstechnik (65 nm) eingesetzt wird, benötigt „Yonah“, der einzige entwickelte Kern, bei gleicher Taktfrequenz weniger Energie als der letzte Pentium-M-Kern „Dothan“; auch die Zweikernvariante liegt in der gesamten Leistungsaufnahme nur knapp über dem als „Pentium M“ verkauften Vorgänger „Dothan“ mit nur einem Kern.

## Nachfolger
Die von Intel beschlossene vollständige Ablösung der NetBurst-Architektur, die unter anderem vom Intel Pentium D verwendet wurden, vollziehen die Core-2-Prozessoren. Diese besitzen die Intel-Core-Mikroarchitektur, welche auf Basis des Intel Pentium M und des Intel Core entwickelt wurde.